# Charlie Pee
Carlota Palà, conocida simplemente como Charlie Pee,  (Sabadell, España, 2 de mayo de 1990) es una humorista y guionista catalana.
Se licenció en Traducción e Interpretación en la Universidad Autónoma de Barcelona.Sin embargo, enseguida decidió centrarse en el mundo del humor.

## Trayectoria profesional
En febrero de 2015 fue finalista del Concurso de Monólogos de Escaldes-Engordany en Andorra. Ese mismo año también ganó el 1er Concurso de Monólogos Stand up Comedy Club Barcelona y empezó a formar parte de la compañía Pebrot Comedy, pionera en el mundo de los monólogos stand-up en lengua catalana.
A partir de la temporada 2021-2022, presentó el programa La última hora de la mañana de Catalunya Ràdio, junto con Quim Morales y Joel Díaz. Antes, había sido una de las presentadoras del programa El apocalipsis de Catalunya Ràdio. Además, organiza y presenta eventos de monólogos stand-up como el Comedy Gold y Altre Mic .También ha sido guionista en la serie Drama en la plataforma Playz de RTVE y en La Resistencia, de Movistar Plus+. Desde 2024 colabora en el podcast Ni tan bien, presentado por Carolina Iglesias.